# محمد ابرهون
محمد ابرهون (انگلیسی: Mohamed Abarhoun؛ ۳ مهٔ ۱۹۸۹ - ۲ دسامبر ۲۰۲۰) یک بازیکن فوتبال اهل مراکش بود.
او در ۲ دسامبر ۲۰۲۰ در سن ۳۱ سالگی بر اثر سرطان معده درگذشت.